# هانس غروس
هانس غروس (بالألمانية: Hans Gross)‏ (و. 1847 – 1915 م) هو عالم جريمة، وبروفيسور، وقاضي، وقانوني من النمسا، والإمبراطورية النمساوية المجرية، ولد في غراتس، توفي في غراتس، عن عمر يناهز 68 عاماً.

## التعليم
تعلم في جامعة غراتس
.

## جوائز
حصل على جوائز منها:

وسام فرانز جوزيف

## روابط خارجية
- هانس غروس على موقع الموسوعة البريطانية (الإنجليزية)